# Boezemsingelkerk
De Boezemsingelkerk is een kerkgebouw van de Gereformeerde Gemeenten aan de Boezemsingel in het centrum van Rotterdam. De eerdere kerk werd geopend op 31 maart 1901. 
In verband met teruglopend kerkbezoek en de slechte bouwkundige staat werd deze oude kerk gesloopt in 2018. In 2019 is een nieuw, kleiner kerkgebouw in gebruik genomen.

## Boezemsingelkerk (1901-2018)
Het kerkgebouw was voor de bouw van de Noorderkerk te Rijssen met 1850 zitplaatsen het grootste binnen het kerkverband en tevens een van de grootste kerken van Nederland. Van 1906-1912 en opnieuw van 1926 tot 1948 was Gerrit Hendrik Kersten hier voorganger. 
Sinds 13 januari 1927 is er naast de kerk de Theologische School van de Gereformeerde Gemeenten met bibliotheek gevestigd. Het curatorium van de Theologische School houdt er de vergaderingen. Ook vergadert de classis Rotterdam aan de Boezemsingel. De Boezemsingelkerk wordt ook wel aangeduid als het bolwerk van de Gereformeerde Gemeenten.
Na de Tweede Wereldoorlog werden in de buitenwijken van Rotterdam nieuwe gemeenten gevormd waardoor het aantal kerkgangers aan de Boezemsingel sterk af nam. Ook trokken veel leden weg naar randgemeenten als Ridderkerk, Capelle aan den IJssel, Hendrik Ido Ambacht en Krimpen aan den IJssel.
In 1930 telde de gemeente Rotterdam-Centrum 3.100 leden en doopleden op een totaal van 26.380 (11,8%). In 2012 had de gemeente nog 140 leden op een totaal van 105.784 (0,013%).
Anno 2015 kwamen er per zondag nog enkele tientallen kerkgangers naar het gebouw en was het gebouw om die reden fors verkleind.

## Nieuwbouw (2019-heden)
In september 2018 is het oude kerkgebouw gesloopt, behoudens de vrijstaande toren. Na de sloop is er een nieuwe kerkzaal voor de gemeente Rotterdam-Centrum gebouwd. Deze werd in juli 2019 in gebruik genomen. Daarnaast werd de naastgelegen Theologische School uitgebreid.

## Predikanten

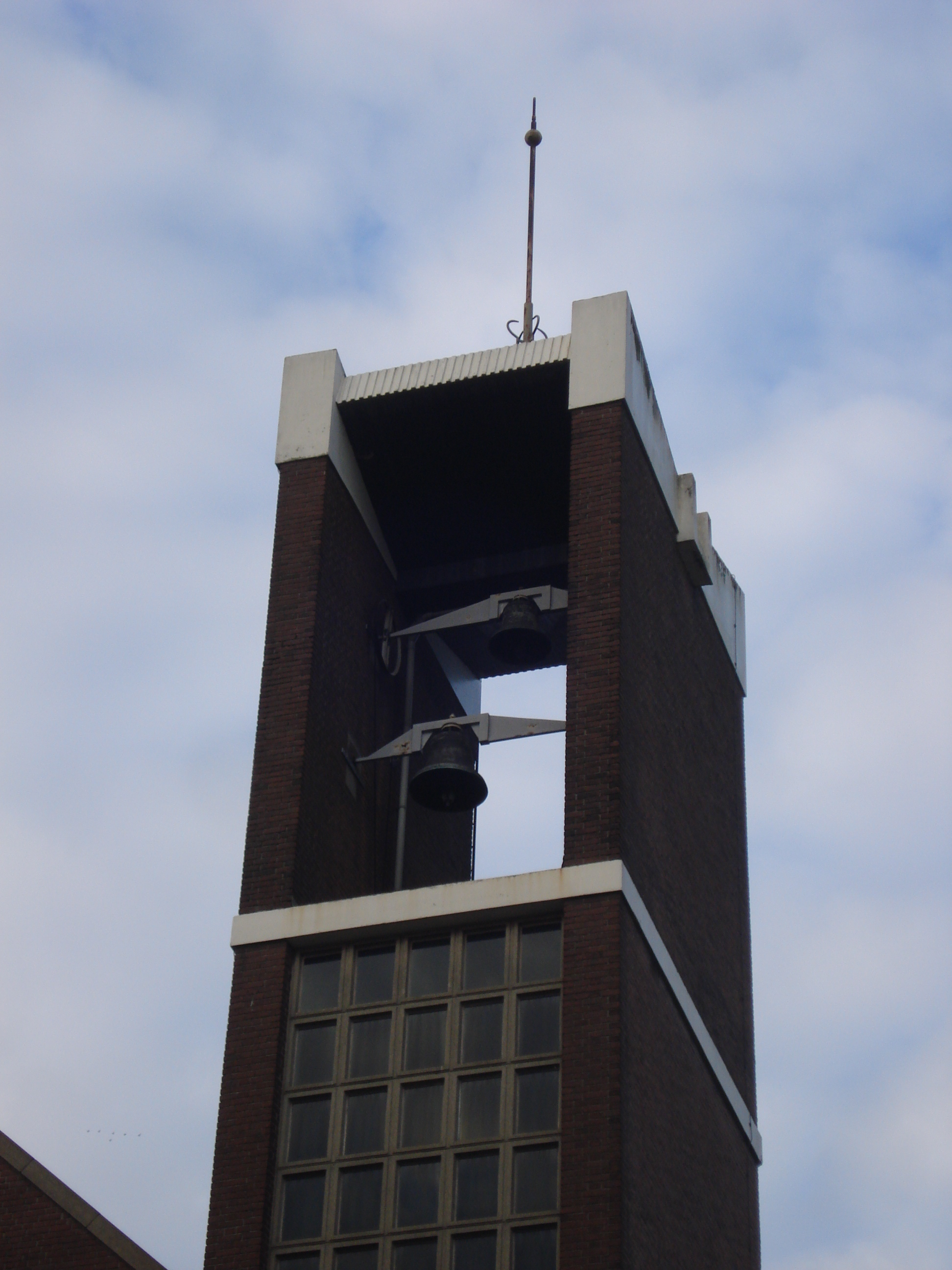
De toren bij de kerk

- ds. C. van den Oever (Cornelis). 1844 tot 1877
- ds. H. van den Oever (Hermanus). 1878 tot 1881
- ds. D.B. van Smalen (Daniel Boeser). 1883 tot 1899
- ds. C. Pieneman (Cornelis). 1898 tot 1906
- ds. G.H. Kersten (Gerrit Hendrik). 1906 tot 1912
- ds. J. Fraanje (Jozias). 1913 tot 1916
- ds. D.C. Overduin (Daniel Christiaan). 1918 tot 1923
- ds. J. Overduin (Jan). 1924 tot 1925
- ds. G.H. Kersten (Gerrit Hendrik). 1926 tot 1948
- ds. C. Steenblok (Cornelis). 1945 tot 1946
- ds. M. Blok (Marinus). 1949 tot 1956
- ds. A. Vergunst (Arie). 1957 tot 1972
- ds. G. Kuijt (Gerrit). 1962 tot 1975 als zendingspredikant
- ds. A.F. Honkoop (Adriaan Frans). 1975 tot 1984

## Orgel
In 1981 plaatste de firma Hendriksen en Reitsma een  24-stemmig orgel in de Boezemsingelkerk. Na sloop van de kerk is het orgel overgebracht naar de nieuwe kerk van de Gereformeerde Gemeente te Utrecht.
- Hoofdwerk (manuaal II) C-f

Bourdon 16, Prestant 8, Roerfluit 8, Viola di Gamba 8, Octaaf 4, Speelfluit 4, Quint 3, Octaaf 2, Mixtuur IV-V 1 1/3, Cornet V * Discant, Trompet 8 bas/discant, Tremulant
- Rugwerk (manuaal I) C-f

Prestant 8, Holpijp 8, Prestant 4, Roerfluit 4, Nasard 3, Woudfluit 2, Flageolet 1, Dulciaan 8, Tremulant
- Pedaal C-f'

Subbas 16, Prestant 8, Gedekt 8, Bazuin 16, Trompet 8
- Koppels: Hoofdwerk-Rugwerk, Pedaal-Hoofdwerk, Pedaal-Rugwerk